# مسمومیت با سیانور
مسمومیت با سیانید، به انواعی از مسمومیت‌ها اطلاق می‌شود که در اثر قرار گرفتن در معرض هر یک از اشکال مختلف سیانور ایجاد می‌شود. علائم اولیه شامل سردرد، سرگیجه، ضربان قلب سریع(تاکی کاردی)، تنگی نفس و استفراغ است. تشنج، ضربان قلب آهسته(برادی‌کاردی)، فشار خون پایین، از دست رفتن هوشیاری و ایست قلبی ممکن است به دنبال این فاز مسمومیت ایجاد شوند. علائم معمولاً در کمتر از چند دقیقه ظاهر می‌شوند. برخی بازماندگان این نوع مسمومیت، با مشکلات عصبی طولانی مدت دست و پنجه نرم می‌کنند.
ترکیبات سمی سیانید دار شامل گاز سیانید هیدروژن و تعدادی نمک سیانید است. مسمومیت به دنبال تنفس دود ناشی از آتش‌سوزی منازل، نسبتاً شایع است. سایر راه‌های بالقوه قرار گرفتن در معرض مسمومیت سیانیدی شامل کار در کارگاه‌های پرداخت فلز، تماس با برخیحشره‌کش‌ها، داروی نیتروپروساید سدیم و دانه‌های خاصی مانند دانه‌های سیب و زردآلو است. اشکال مایع سیانور می‌تواند از طریق پوست جذب شود. یون‌های سیانید در تنفس سلولی تداخل ایجاد می‌کنند و در نتیجه بافت‌های بدن قادر به استفاده از اکسیژن نخواهند بود.
تشخیص اغلب دشوار است؛ ممکن است فردی که به دنبال آتش‌سوزی در خانه، سطح هوشیاری پایین، فشار خون پایین یا اسید لاکتیک بالا دارد، مشکوک به این مسمومیت باشد. سطح سیانید خون را می‌توان اندازه‌گیری کرد اما زمان می‌برد. سطوح ۰٫۵–۱ میلی‌گرم در لیتر خفیف هستند، ۱–۲ میلی‌گرم در لیتر متوسط، ۲–۳ است میلی‌گرم در لیتر شدید و بیشتر از ۳ هستند میلی‌گرم در لیتر به‌طور کلی منجر به مرگ می‌شود.
در صورت شک به آلوده بودن شخص، فرد باید از منبع آلودگی خارج و دور شود و سپس آلودگی‌زدایی شود. درمان شامل مراقبت‌های حمایتی و دادن اکسیژن ۱۰۰ درصدی به فرد است. به نظر می‌رسد هیدروکسوکوبالامین (ویتامین B12 a) به عنوان یک پادزهر مفید و در خط مقدم درمان است. همچنین ممکن است برای درمان، به فرد تیوسولفات سدیم هم داده شود. از لحاظ تاریخی، سیانور برای خودکشی دسته جمعی استفاده می‌شده است و نازی‌ها از آن برای نسل‌کشی استفاده می‌کردند.